# Jean Boivin
Jean Boivin (Montreuil-l'Argillé, 1º settembre 1663 – Parigi, 29 ottobre 1726) è stato uno scrittore francese.
Fratello cadetto di Louis Boivin che, dopo la morte del padre nel 1672 «lo fece venire a Parigi l'anno dopo e non volle dividere con nessuno la cura di istruirlo. Il suo metodo d'insegnamento fu bizzarro ma fecondo. Chiudeva il suo discepolo in un tugurio, con un Omero, un dizionario e una grammatica, non lo faceva uscire finché il bambino non era in grado di spiegare in francese e in latino un numero convenuto di versi».
Nel 1692 Jean Boivin devenne bibliotecario del re e fece quello stesso anno un'importante scoperta, un antico testo biblico del V secolo in scrittura onciale, che ricopriva un manoscritto delle Omelie di Efrem. Acquistatasi una fama di erudito pubblicando in latino i testi dei grandi matematici dell'antichità, fu nominato professore di greco al Collegio reale nel 1701. Tradusse Niceforo Gregora e Pierre Pithou, come pure Aristofane, Omero e Sofocle, scrivendo egli stesso poesie greche. Fu eletto membro dell'Académie royale des inscriptions et belles-lettres nel 1705 e dell'Académie française nel 1721.

## Opere
- Veterum mathematicorum Athenaei, Apollodori, Philonis, Bitonis, Heronis et allorum opera graece et latine (1693)
- Nicephori Gregorae Byzantina historia, graece et latine (1702)
- Petri Pithoei vita, elogia, opera, bibliotheca (1711)
- Apologie d'Homère et Bouclier d'Achille (1715)
- Batrachomyomachie d'Homère, ou Combat des rats et des grenouilles en vers françois (1717)
- L'Œdipe, tragédie de Sophocle, et les Oiseaux, comédie d'Aristophane (1729)